# Neverending Nightmares
Neverending Nightmares (укр. «Нескінченні кошмари») — відеогра в жанрі психологічного горору, розроблена компанією Infinitap Games. Гра вийшла 26 вересня 2014 року для користувачів Windows, Linux, macOS, Ouya та SteamOS. В 2017 році гра була видана для користувачів Android та IOS. Також гра була видана у 2016 році для користувачів PlayStation 4, PlayStation Vita та в 2020 році для Nintendo Switch. Бюджет гри склав 35 тисяч доларів США, розробка гри йшла з допомогою коштів, зібраних на сайті Kickstarter.
Сюжет гри повідає історію про Томаса Сміта, який прокинувся посеред ночі від нічного кошмару. Він помічає, що навколо нього відбуваються дивні речі, які свідчать, що навколишня дійсність несправжня, а він сам все ще спить. Прагнучи вирватися зі світу сновидінь, Томас змушений вивчати будинок, стикаючись з різними монстрами, занурюючись все глибше і глибше у вир кошмарів. Графіка гри має унікальний чорно-білий стиль, моторошний саундтрек і 3 абсолютно різні кінцівки історії. Розробник Метт Гільгенбах стверджує, що на створення Neverending Nightmares його надихнула власна боротьба з депресією та обсесивно-компульсивним розладом.

## Розробка гри
В 2012 році Метт Гільгенбах разом з Джастіном Вайлдером видали гру Retro/Grade. На розробку гри вони витратили 140 тисяч доларів і чотири роки 40-годинних робочих тижнів однак гра продавалася настільки погано, що не змогла окупитися. Після цього Гільгенбах впав у глибоку депресію і вирішив створити гру про свої жахливі нав'язливі думки під назвою «Нескінченні кошмари» (Neverending Nightmares). Внаслідок свого психічного захворювання у нього виникали думки про дійсно жахливі образи самокалічення, які він вклав у гру. Гра себе фінансово окупила і, як заявив Метт Гільгенбах, на момент квітня 2015 року було продано приблизно 22 тисячі копій гри на всіх платформах і зібрано близько 250 тисяч доларів.

## Ігровий процес
Гравець бере на себе роль Томаса, головного героя, який прокидається від одного кошмару і потрапляє в інший. У міру того, який шлях візьме гравець, кошмари ставатимуть все гіршими, включаючи появу різних монстрів. Кожен раз, коли Томас помирає в кошмарі або завдає собі шкоди, він буде знову "прокидатися" або в тому ж кошмарі, що і раніше, або в іншому. Пробудження виконують роль системи контрольних точок та збережень у грі. Гра містить загалом три різні кінцівки, які залежать від вибору гравця і шляхів, якими він іде.

## Сюжет
Події гри відбуваються у 1880-х роках. Головний герой Томас Сміт прокидається у себе вдома у своїй кімнаті. Йому наснився сон, де він зарізав якусь дівчинку. Після цього Томас встає з ліжка і блукає своїм будинком. Будинок Томаса оснащений газовою проводкою і газовими лампами, які виконують роль основного освітлення у коридорах. Томас залишає свій будинок і рухається до кладовища, де знаходить могилу своєї сестри Габріели. Після цього він вимовляє її ім'я, падає на коліна і починає плакати.
Томас знову прокидається, біля нього стоїть його старша сестра і каже, що він обіцяв поснідати разом із нею та цікавиться чим він засмучений. Томас відповідає, що йому наснилося, що вона померла. Габріелла залишає кімнату Томаса і каже, що чекатиме на нього зовні. З цього моменту обстановка в грі стає напруженою: грає музика, що нагнітає. Томас не знайде зовні свою сестру, але знайде забитий дошками прохід на другий поверх. Є можливість спуститься в підвал, але якщо спуститься туди без свічки, то невідома сутність уб'є Томаса і він знову прокинеться в тій самій кімнаті, але вже без сестри. Також Томас може знайти кімнату з власним трупом (подавати якогось здивування він не буде, ймовірно, усвідомлюючи, що він усе ще спить). Томас таки знаходить свічку і спускається в підвал, де знаходить сокиру. Однак сутність таки досягає Томаса, після чого видно видіння, де Томас порізає собі вени і знову прокидається.
Після пробудження Томас виявляє у своїй кімнаті сокиру, бере її та йде до довгого коридору, в кінці якого прохід на горище. Порізавши дошки і увійшовши нагору, Томас знаходить Габріелу повішеною, однак та в останній момент відкриває очі.
Томас прокидається вже в занедбаній і розваленій версії свого будинку: шпалери здерті, стіни в тріщинах, меблі в павутині та в коридорах валяються ляльки. Томас тривалий час блукатиме цією версією свого будинку, кілька разів зіткнеться з першим монстром: товстим і сильним людиноподібним створінням із головою немовляти, який може розплющити Томаса, стиснувши його у своїх руках. Наприкінці рівня Томас знаходить труп дівчинки (його сестри) з початку гри. Він дістає ніж з її живота, вставляє собі в живіт і непритомніє, стікаючи кров'ю біля дівчинки.
Потім Томас прокидається вже в камері психлікарні. Покинувши камеру, Томас щоразу зі спуском на нижній поверх лікарні помічає зміни: каталки перекинуті, сліди крові, трупи людей і психічно хворі, які залишили власні камери. На цьому рівні психічно хворі виступають головними монстрами. У них зашиті очі та зв'язані руки, тому орієнтуються вони тільки на звук. Якщо Томас наступить на розбите скло або пробіжить біля психічно хворого, то той понесеться за ним, повалить і перекусить йому горло. Томасу, врешті-решт, доводиться тікати від психічно хворого і він потрапляє в іншу камеру, де його таки вбиває психічно хворий.
Томас прокидається в кабінеті психотерапевта. Перед ним його сестра, яка просить називати її Доктор Сміт і пояснює, що він перебуває в психіатричній лікарні. Томас називає її своєю сестрою, але та спростовує це і заявляє, що сесія закінчена з ним і він може покинути кабінет. Вийшовши з її кабінету, обстановка не змінюється: у коридорах калюжі крові, гори трупів і психічнохворі вільно бродять коридорами. Томас досягає наприкінці виходу з психлікарні, але виявляє зовні тільки обрив у темряву. Він може повернутися назад або стрибнути в обрив. Залежно від вибору гравця буде різна кінцівка гри.

### Норовливий мрійник
В кінцівці «Норовливий мрійник» (англ. Wayward Dreamer) Томас пригає в обрив і пробуджується в кімнаті свого дому, перевтілюється у свою дитячу версію. Після дослідження будинку в одному з коридорів починає гаснути світло.Томас залишається в темряві й невідома сутність його вбиває. Томас прокидається тепер у лісі і його сестра, яка теж у дитячому вигляді, просить Томаса слідувати за нею, і вона йому хоче дещо показати. Якщо Томас буде точно слідувати за нею, то наприкінці він знайде її труп, згодои він прокинеться у своїй кімнаті, де його затягне монстр під ліжко і Томас прокинеться в порожньому кабінеті психотерапевта психлікарні. У психлікарні знову зустрічатимуться психічно хворі. Інтер'єр локації буде плавно переходити з часом із психлікарні в занедбану версію будинку Томаса і навпаки. У якийсь момент ляльки з будинку Томаса теж рухатимуться і в разі досягнення Томаса вони вб'ють його, діставши його кишки. Зрештою Томас потрапляє в глухий кут, де його оточують ляльки та вбивають. Після цього Томас прокидається по-справжньому (не змінюючи свою дитячу подобу), йде в сусідню кімнату, цілує свою сплячу сестру в дитячому вигляді, на чому гра закінчується.

### Останній спуск
В кінцівці «Останній спуск» (англ. Final Descent) Томас повертається назад в психлікарню і не пригає в прірву. Після цього доктор Сміт вколює йому транквілізатор і перерізає сухожилля на ногах, заявляючи, що він більше не втече. Томас прокидається в одному ліжці з Габріелою і запитує, чому він у ліжку зі своєю сестрою. Габріелла відповідає йому, що в нього ніколи не було сестри, а вона його дружина. Габріелла каже Томасу спуститися на кухню і випити молока, що він і піде робити. Освітлення в цій локації будинку Томаса не буде крім свічки. Також тут можна знайти весільне фото Габріелли і Томаса. Однак після того як Томас вип'є молоко він не знайде своєї дружини в початковій кімнаті. Замість цього його буде переслідувати кошмарна версія його сестри в дитячому вигляді (у неї будуть чорні западини замість очей, натягнута посмішка) з величезним тесаком. При досягненні Томаса вона його заріже. Згодом свічка згасне і локація перетвориться на психлікарню. Зрештою, Томас опиниться в закритій кімнаті з кошмарною версією його сестри, яка зарубає його. Потім буде видіння, де Томас запихає свою руку в м'ясорубку, починає плакати і перемелює її.
Томас прокинеться в кімнаті свого нормального будинку, але, покинувши кімнату, він виявить, що частина будинку відсутня, і тільки є шлях до лісу. У лісі будуть висіти трупи Габріели. Наприкінці стежки в лісі Томас знайде печеру, спустившись в яку, він знову опиняється в занедбаній версії свого будинку. Будинок незабаром перейде на кладовище, де з неба кілька разів впаде труп його дружини. Локація часто змінюватиметься, в одній із кімнат Томас знайде дитячу версію Габріелли, яка їсть свій труп. Також Томас опиниться в підвалі, де по-різному будуть підвішені і понівечені трупи Габріели. Досягнувши кінця підвалу, Томас спускається сходами вниз і опиняється в утробі, де засинає.
Томас прокидається по справжньому за столом у своєму кабінеті. По всій кімнаті розкидані пляшки з алкоголем, на стіні висить фото Габріели, Томаса та їхньої доньки. На столі лежить записка від Габріелли, прочитавши яку, Томас дізнається, що Габріелла покидає його після того, що сталося з їхньою дочкою. Вона бажає Томасу знайти в собі сили жити далі. Томас потім відставляє записку і починає плакати.

### Зруйновані мрії
В кінцівці «Зруйновані мрії» (англ. Destroyed Dreams) Томас має проробити шлях як у «Норовливому мрійнику» до моменту пробудження в лісі. Томас піде альтернативними стежками і знайде труп дорослої версії свої сестри. Потім відбудеться видіння, де Томас розкриває собі праву руку трубою. Згодом Томас прокидається у звичайній лікарні у своїй дорослій подобі, де його буде переслідувати його кошмарна версія (з рисами обличчя, як і в кошмарної версії його сестри) з сокирою в руках. Наприкінці кошмару Томас досягне темного урвища в невідомість, стрибнувши в яке він прокинеться в лікарні з перев'язаними руками. Біля нього буде сидіти Габріелла (невідомо, чи в цій кінцівці вона його сестра або дружина), яка до його пробудження просила Томаса прокинутися.

## Оцінки
Загалом гра отримала позитивні оцінки. Destructoid дав грі оцінку 7/10, написавши, що гра "солідна і, безумовно, має свою аудиторію. Можливо, є деякі недоліки, які важко ігнорувати, але враження залишаються приємними". GameSpot також дав грі оцінку 7/10, назвавши позитивними сторонами гри: гнітюча, тривожна атмосфера; виразний художній стиль; психологічне захоплення і ефективне залякування. Негативними сторонами ж стали: естетика, яка часто підриває страх; взаємодії, яких дуже мало і вони занадто прості, а також жодна з кінцівок не викликає ніякого особливого задоволення. На MetaCritic гра отримала 7.1/10 балів від гравців. Сайт Adventure Gamers дав грі 3.5/5 написавши, що "гра більше нагадує інтерактивну ілюстровану книгу жахів, аніж гру, проте її моторошне мистецтво та звукове оформлення створюють незабутній сюрреалістичний досвід". Сайт Pocket Gamer дав грі 4.5/5 балів, рекомендуючи гру до проходження.